# Apostasía en el cristianismo

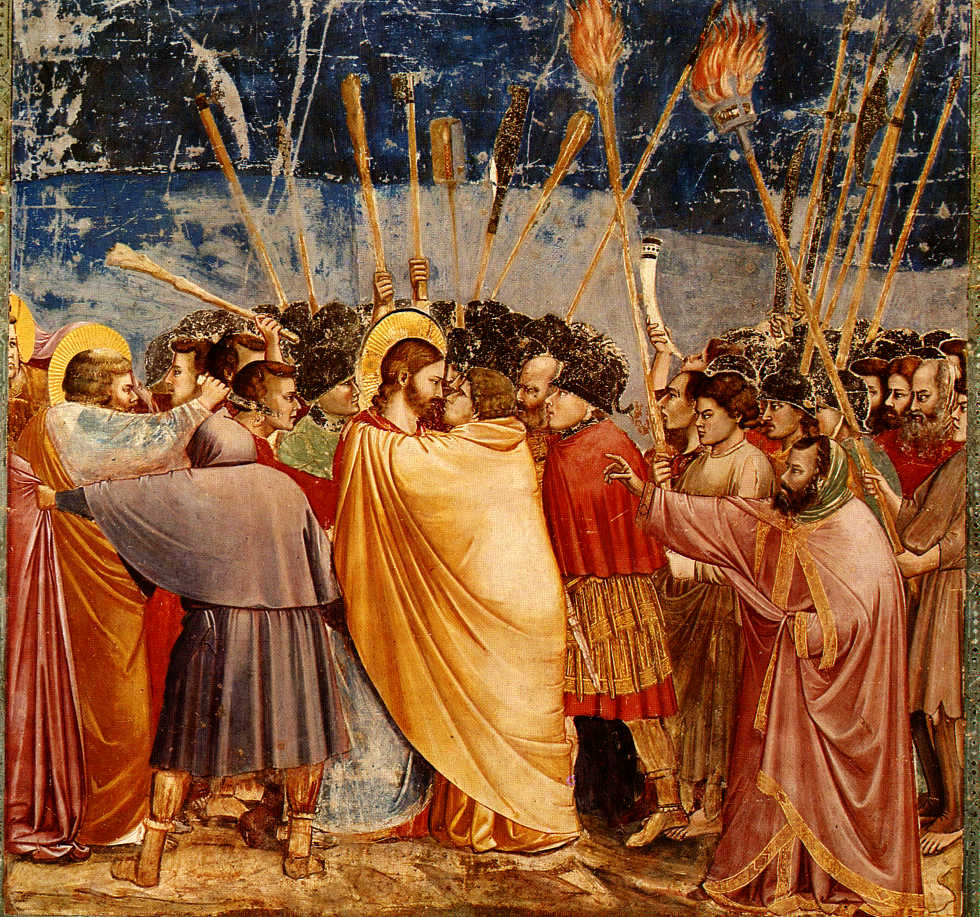
Judas Iscariote.

La apostasía en el cristianismo hace referencia al rechazo del cristianismo por parte de una persona anteriormente cristiana.
El término apostasía viene del término griego apostasia ("ἀποστασία") que significa ‘salida’, ‘defección‘, ‘revuelta’ o ‘rebelión’. Ha sido descrita como «una salida plenamente consciente o una rebelión contra el mensaje del cristianismo o el rechazo a Cristo por parte de alguien que ha sido cristiano». «La apostasía es una categoría teológica que describe a aquella persona que ha abandonado voluntaria y conscientemente su fe en Dios y concretamente en Jesucristo». «La apostasía es lo contrario de la conversión; la 'desconversión'». Según B. J. Oropeza, varios pasajes del Nuevo Testamento describen al menos tres «peligros» que pueden llevar a una persona cristiana a cometer apostasía:
- Tentaciones: idolatría, inmoralidad sexual, codicia, etc.
- Engaños: cristianos que encuentran herejías y falsas enseñanzas difundidas por falsos maestros y profetas que amenazaban con seducirlos fuera de su devoción pura a Cristo.
- Persecuciones: cristianos que fueron perseguidos por los poderes gobernantes de la época por su lealtad a Cristo.

Las persecuciones aparecen en la Epístola a los hebreos y la primera epístola de Pedro. El tema de las falsas enseñanzas aparece en las epístolas de Juan y de Pablo y en la segunda epístola de Pedro y la Epístola de Judas.

## Apostasía en la Iglesia católica según el país
En España hay cerca de 34 millones de personas bautizadas (aproximadamente el 74% de la población), pero la Conferencia Episcopal Española no ofrece datos del número anual de personas que realizan la apostasía. Para realizarla, se debe pedir la partida de bautismo en la Iglesia donde se ha sido bautizado, una fotocopia compulsada del DNI, y solicitar la apostasía en la diócesis correspondiente.
En Argentina, el 95% de la población se encuentra bautizada; sin embargo, solo el 31% se identifica como católico practicante. En el año 2018, después del rechazo del proyecto de aborto legal en el Senado de la Nación, la organización Coalición por un Estado Laico (CAEL) organizó una serie de apostasías colectivas, instalando mesas informativas en diversos puntos del país, con la intención de orientar a los interesados en apostatar en relación con el trámite necesario y distribuyendo formularios para tal efecto.